# میرزا طاهر، گجرات
میرزا طاهر (به انگلیسی: Mirza Tahir) یک روستا در پاکستان است که در پنجاب واقع شده‌است.